# ルキウス・リキニウス・クラッスス
ルキウス・リキニウス・クラッスス（ラテン語: Lucius Licinius Crassus, 紀元前140年 - 紀元前91年）は、共和政ローマの政務官。彼の時代においてローマで最高の弁論家として知られていた。紀元前95年に執政官に選ばれるが、ローマ市民権を持たない人間をローマから退去させる「リキニウス・ムキウス法」を成立させ、これが同盟市戦争の一因とされる。

## 出自
リキニウス氏族は紀元前493年には護民官を複数出しているが、クラッスス家からの初めての執政官は紀元前205年のプブリウス・リキニウス・クラッスス・ディウェスである。クラッススはこのディウェスの兄弟の家系で、祖父はガイウス・リキニウス・クラッスス（紀元前168年執政官）であろうと考えられている。
リキニウス氏族にはムキウス氏族から養子入りしたプブリウス・リキニウス・クラッスス・ディウェス・ムキアヌスがおり、クラッススの義父はスカエウォラ・アウグルで、スカエウォラの義父のガイウス・ラエリウス・サピエンスとスキピオ・アエミリアヌスの友情についてよく聞かされたという。クラッススは義父を大変に尊敬していたため、執政官選挙で人にペコペコする姿を見ないで欲しいと願った逸話が残っている。
キケロによると、クラッススはクィントゥス・カエピオとガイウス・ラエリウスが執政官の年（紀元前140年）に生まれた。キケロの父方のおじのルキウス・キケロや、キケロの母方のおばが嫁いだルキウス・ウィセッリウス・アクレオとも交友があったようで、キケロ自身も子供の頃、クラッススの友人であるギリシャ人学者たちから教えを受けており、クラッススがネイティブ顔負けのギリシャ語で彼らと議論していたことを思い出している。

## 経歴

### 青年期

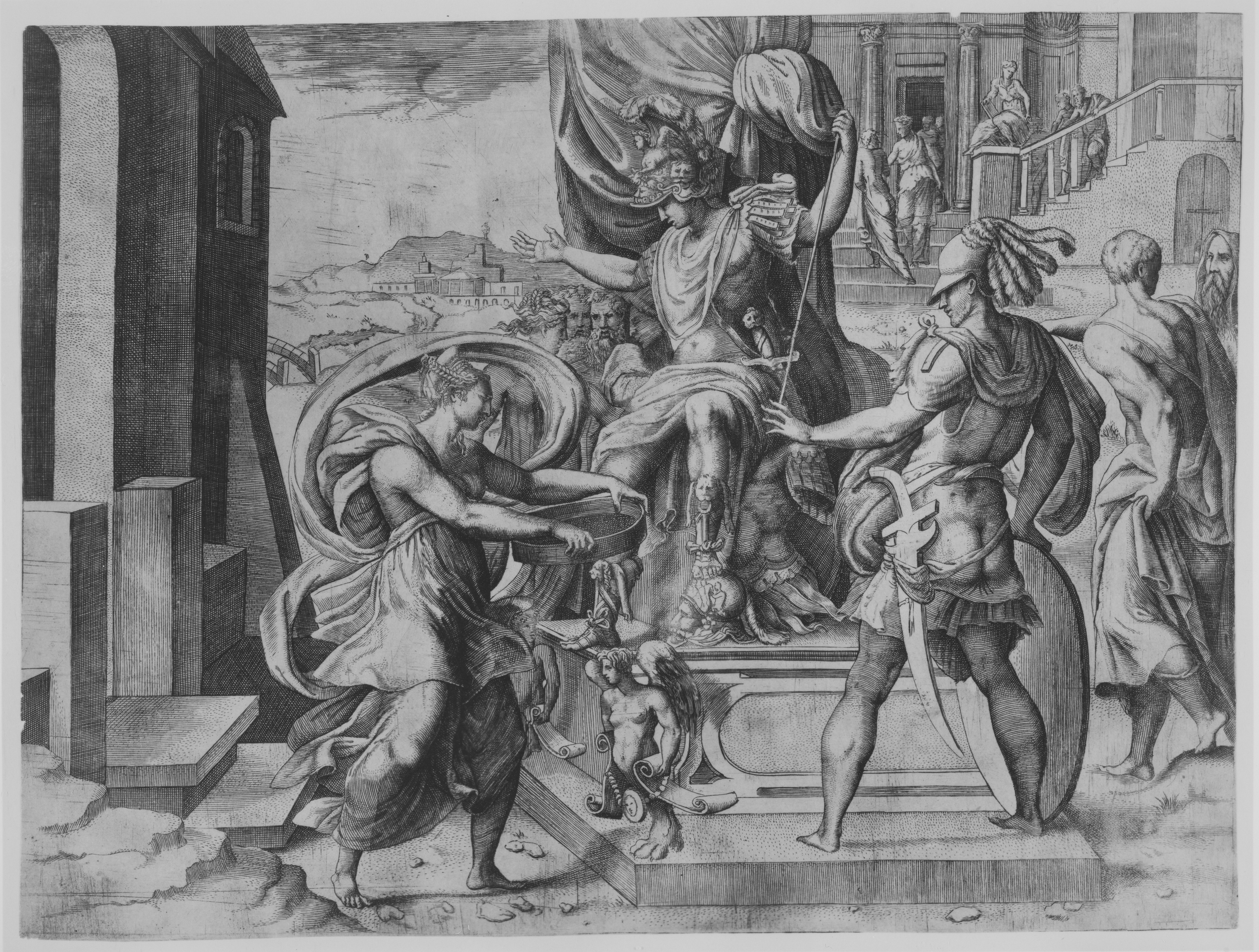
淫行を疑われたウェスタの処女、トゥッキアが奇跡を起こして潔白を証明した伝説を描いた16世紀中頃イタリアのエングレービング作品。メトロポリタン美術館所蔵

若い頃、訴追人として名を成した。ガイウス・パピリウス・カルボをグラックス兄弟を裏切ったために良き人とは言えないとして訴追したが、クラッススは単に大衆の人気取りをしたわけではないとも考えられ、後にカルボの息子と和解している。このとき、カルボの奴隷が決定的な証拠を持って訪ねてきたが、その証拠を見ることなく、鎖につないだ奴隷と共に送り返したという。
紀元前118年、植民市建設三人委員に選出され、ナルボの建設に関わった。
紀元前114年12月、3人のウェスタの処女が神祇官によって淫行で告発された。裁判の結果2人が無罪となったが、これに納得いかなかった護民官セクストゥス・ペドゥカエウスは、プレブス民会でこの問題を追及する審問官としてルキウス・カッシウス・ロンギヌス・ラウィッラを選出し、2人は死刑とされた。このとき27才だったクラッススは、ウェスタの処女リキニアを若さに似合わぬ天才的な雄弁さで弁護したという。淫行の相手役としてクァエストルのマルクス・アントニウス・オラトルも訴えられたが、彼は無罪を勝ち取っている。

### クルスス・ホノルム
紀元前107年には護民官に選出された。このことから、恐らく紀元前109年までにクァエストルに選出されたと考えられている。護民官としては目立たなかったが、同僚だったと思われるガイウス・コエリウス・カルドゥスはこの年の執政官ルキウス・カッシウス・ロンギヌス配下のレガトゥスを反逆罪（maiestas）で訴追し、またティトゥス・マンリウス・マンキヌスはユグルタ戦争のインペリウムをガイウス・マリウスに付与する法を通している。
紀元前106年には、その年の執政官大カエピオが提案したセルウィリス審判人法（Lex Servilia iudiciaria）成立に貢献した。その頃にマリウス派の護民官、ガイウス・メンミウスと敵対している。キケロは、この大カエピオの時のクラッススの演説を、子供の頃から模範として諳んじていたと思われ、市民に向けてされたその一部を引用している。

皆さん、我々（議員）をこの境遇から助け出してください。

我々の血を飽き足らずに貪る、残虐な顎から助け出してください。

我々を皆さん以外の奴隷としないようにしてください。

我々が仕えるのはあなた方だけであり、それが義務でもあるのです。
キケロ『弁論家について』1.225

キケロはこれを、演説としてはいいが、哲学もなく元老院全体を貶める発言が出来たことに驚き半ばあきれており、プブリウス・ルティリウス・ルフスは不謹慎で屈辱的だと非難している。
紀元前105年から100年の間に、同僚のスカエウォラ・ポンティフェクスと共にアエディリス・クルリスに選出され、かなり盛大な催し物を開催したようである。この2人はこの後もたびたび同僚となった。
紀元前95年の執政官から逆算して、恐らく紀元前98年までに、上記のキケロの証言を信用すれば、スカエウォラ・ポンティフェクスと共にプラエトルに就任したはずである。この頃からルティリウス・ルフスらの属するマルクス・アエミリウス・スカウルスの派閥（factio）に近づいたと思われ、恐らく彼の助けを借りながら、市民権を求め始めていたイタリック人への対応をスカエウォラと共に担当していたと思われる。

### コンスル
紀元前95年、スカエウォラ・ポンティフェクスと共に執政官に選出された。この年、19才だったクィントゥス・ホルテンシウス・ホルタルスが彼らに向けてフォルムで演説し、天才の片鱗を見せている。また、クラッスス自身も小カエピオを弁護する賞賛演説を行っている。彼らは「リキニウス・ムキウス法」（Lex Licinia Mucia de civibus redigundis）を制定し、居住権を厳格に適用した。これに対してキケロは、法的には正しいが道義的には少々問題があると評している。審判人となって社会的地位の向上したエクィテスによる利権侵害に神経を尖らせていたイタリック人は、おそらくローマでデモを行なっており、それへの対策であったが、これによって彼らを追い詰め、更に過激な反対運動へ走らせたとも考えられる。
執政官としてのプロウィンキア（職能範囲）はガリア・キサルピナで、若い頃訴追したカルボの子がクラッススのあら探しにやってきたが、彼を厚遇して何でも相談したため、何も尻尾をつかめずに終わったという。この地で暴れ回っていた小規模な敵を倒し、ローマへ帰ってくると凱旋式を要求した。キケロはこれを、凱旋式のために敵を求めてアルプス山脈を探し回ったと茶化しているが、同僚のスカエウォラ・ポンティフェクスに拒否権を行使されている。翌年もプロコンスルとして恐らくガリア・キサルピナを担当した。

### ケンソル

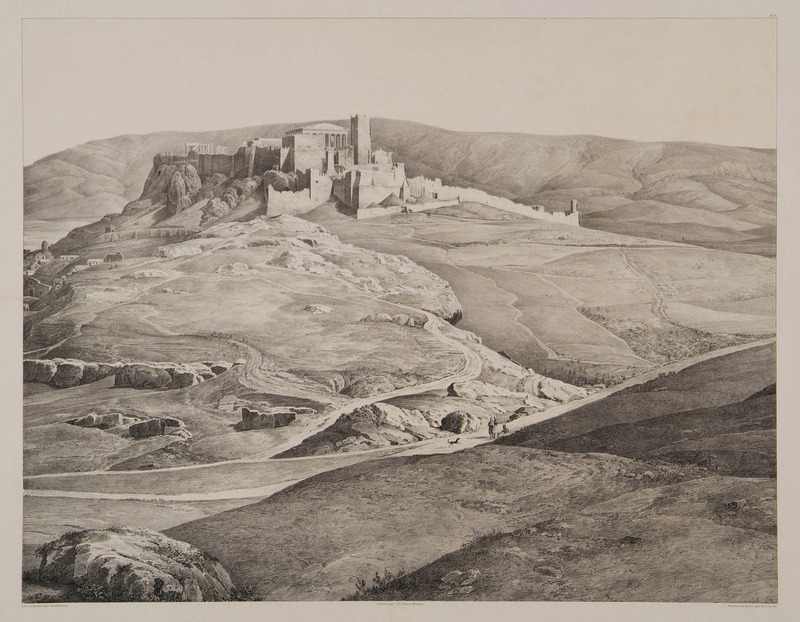
August Ferdinand Stademann画、『アクロポリスとイミトス山』（1841年）

紀元前92年、ケンソルに選出された。同僚はグナエウス・ドミティウス・アヘノバルブス (紀元前96年の執政官)である。この二人は仲が悪く、アヘノバルブスはクラッスス邸のポルチコにイミトス山産大理石が使ってある事を非難し、クラッススはアヘノバルブス邸に高価な庭木が植えてあることをあげつらった。ウァレリウス・マクシムスは外敵のいなくなったローマの廃頽の象徴としてこの話を書き残している。他にも、名前に反応する高価なペットのうなぎが死んで嘆き悲しむクラッススをアヘノバルブスが非難し、クラッススはアヘノバルブスが3人の妻を亡くした時涙一つこぼさなかったとやり返した話がある。
二人はその頃流行っていた、ラテン語の修辞学教室を閉鎖させている。父祖の風習に合わず、若者たちにとって無駄で有害ですらあるとし、彼ら新しい教師たちはギリシャ人のような学識もなく、若者に恥を晒させるばかりであり、ケンソルの務めとして閉鎖したという。キケロが若い頃、そういった教師の一人ルキウス・プロティウス・ガッルスに学ぼうとしたが、恐らくクラッススの助言によって思いとどまっている。また、彼らはマルクス・スカウルスをプリンケプス・セナトゥスに再指名した。
この年、護民官のグナエウス・パピリウス・カルボ (紀元前85年の執政官)が民会で暴動を起こしたことを、ガイウス・クラウディウス・プルケル (紀元前92年の執政官)が報告してきたが、民会は召集者がいつでも解散出来るのだから、その意に反して暴動が起るはずが無いとして、クラッススの主導で「民会の召集者がその責任を負うものとする」とする元老院決議が行われた。

### 晩年
翌紀元前91年、マルクス・リウィウス・ドルスス (護民官)が各種改革案を打ち出したが、クラッススはスカウルスらと共にこれをサポートした。いくつかのリウィウス法が組み合わさり、トータルで利害調整が計られており、彼らの影響がうかがえる。クラッススはこの年の9月に胸膜炎で亡くなったと思われ、死の直前までドルススの改革案を支持していた。この改革案はルキウス・マルキウス・ピリップス (紀元前91年の執政官)の猛反対にあい、9月初旬のユーピテル祭の期間中、トゥスクルムの別荘で義父のスカエウォラ・アウグル、親友のアントニウス・オラトル、若手のホープであったガイウス・アウレリウス・コッタ (紀元前75年の執政官)、プブリウス・スルピキウス・ルフスらと議論を交わしている。
ヴィボ・ヴァレンツィアで見つかった碑文にはクラッススと思われる名が刻まれており、恐らくドルススの立法による土地分配十人委員の一人として選出されたと考えられる。また、キケロがアウグルであったことを示唆しており、死ぬまでのある程度の期間就任していたものと考えられている。

## 弁論家として

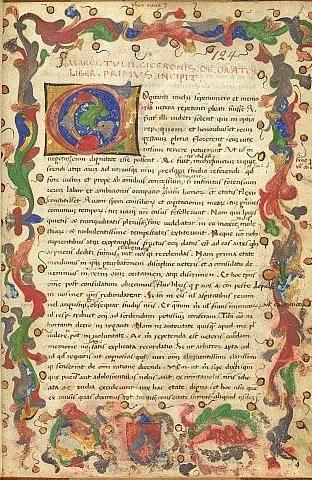
1400年頃北イタリアで出版された『弁論家について』の1ページ目。大英博物館所蔵

クラッススの裁判での影響力は、マルクス・スカウルスの元老院での影響力に匹敵すると称され、キケロはクラッススの弁論について、当代一で、他の一流の人間と同じく、準備をすればするほどその出来が良くなるタイプだと述べており、弁舌よりも権威と経験が重視されたスカウルスの時代から、クラッススの無限の才能によって弁舌が国家の行く末を左右する程になったとしている。ただ、まだあまり長い演説は行われておらず、クラッスス自身も飾り気のない明快な弁論を好んだという。彼はエンニウスの作品や、ガイウス・グラックスの演説を演習に使っている。アヘノバルブスに対して、「先天的な要素なら諦めもつくが、後天的な事で負けたとあっては我慢できない」と述べており、かなりの負けず嫌いだったようだ。
キケロがクラッススと並ぶと高く評価するアントニウス・オラトルと法廷で争ったこともある。小カトの父が瑕疵担保責任についての判例を作ったとされるが、キケロの親類のマルクス・マリウス・グラティディアヌスがこの件で訴えられたときに、アントニウス・オラトルがグラティディアヌスの、クラッススが被害者側の弁護を行なった。
キケロが子供の頃、この2人についてある噂があった。クラッススの学識は初歩的なものでしかなく、アントニウス・オラトルのそれは初歩すら身につけていないと。しかしこの両者の学識は相当なもので、クラッススは学究的なギリシャ人よりも実践的なローマ人を重んじているイメージを作り上げていただけであり、アントニウス・オラトルはそのようなことに頓着せず、自己の弁舌こそがローマ人に合っていると信じていたという。キケロは、クラッススの弁論は大衆向けであり、アントニウス・オラトルのそれは裁判向けであると評している。
ユーモアを使いこなすこともあった。マルクス・ペルペルナ (紀元前92年の執政官)を審判人とする民事訴訟で、これもグラティディアヌスが相手側だったが、見目の悪い相手側弁護人に幾度も妨害されたとき、クラッススは「この美青年の話を伺うとしようか」と言って人々を笑わせた。相手が「見た目はどうにもできなかったが、頭はどうにかなったぞ」とやり返すと、「ではその雄弁ぶりを堪能させて頂くとしよう」と応えて場内を爆笑させたという。
下から沸かすお風呂を初めて作った大変な食道楽のガイウス・セルギウス・オラタが、牡蠣を毎日食べるためにバイアエ付近のルクリヌス湖の公有地を不法占拠していた問題の訴訟では、「友人から、湖のそばにいないと牡蠣が食べられなくなるよと言われたそうが、そんなことはない。わざわざ湖に行かなくても、屋根瓦にいっぱい使ってあるじゃないか」と言った逸話が残っている。

### 白鳥の歌
彼の最高の弁論は、死の直前に行ったものである。それは紀元前91年、護民官ドルススの法案を巡って執政官ピリップスが元老院を否定する暴挙に出たときのことで、ピリップスが彼を束縛するために差し向けたリクトルの手をかいくぐり、「君が私を議員と見なさないなら、私も君を執政官とは認めない」と宣言すると、こう続けた。

君はこれまで、散々元老院の権威を踏みにじってきておきながら、

今更私個人を懲罰すると脅した程度で、この私が怯むとでも思ったのか。

私を怯ませたければ、この舌を引き抜いてみせるがいい。

例えそうなっても、私はこの吐く息だけで、誰にも邪魔されることなく、

君のその薄汚れた欲望を非難し続けてみせよう。

キケロ『弁論家について』3.4

クラッススは、肺の激痛に耐え、油汗を流しながら激烈な弾劾を行い、「元老院はこれまで国民の付託に応え、共和国への助言と義務を絶え間なく果たしてきたことを宣言すべし」という動議を提出し、満場一致で決議された（拒否権で取り消された）。キケロはこのクラッススの演説を白鳥の歌に例え、死後も議場に行ってその残響を感じようとする程に名残惜しんでいる。
『弁論家について』におけるクラッススの描写は、プラトンが師ソクラテスを称揚したのに倣っているとも思われ、歴史家フリードリヒ・ムンツァーは、大げさなものと切り捨てているが、現在では一定の信頼性はあるものと考えられている。その評価は意外にも、雄弁さよりも賢さを称えており、ソクラテスやソロンに対しては3回だった「最も賢い（sapientissimus）」を、クラッススに対しては7回使っているという。

## 家族

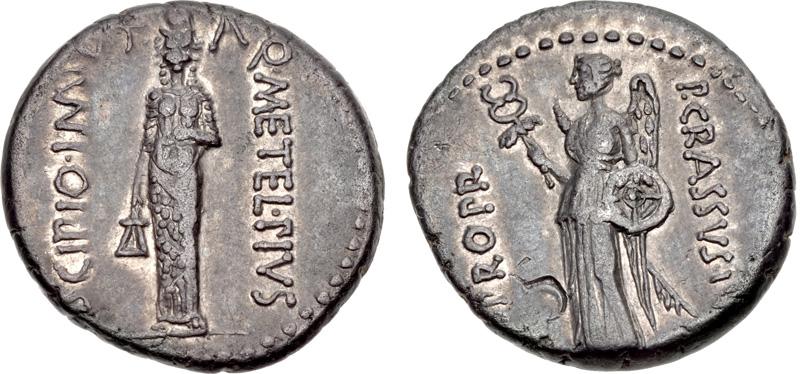
クィントゥス・カエキリウス・メテッルス・ピウス・スキピオ・ナシカと、プブリウス・リキニウス・クラッスス・ディウェス・ユニアヌス（紀元前46年プロプラエトル）の名が刻まれたデナリウス銀貨

妻ムキアはクラッススよりも先に亡くなったが、娘の一人はプブリウス・コルネリウス・スキピオ・ナシカに嫁ぎ、クィントゥス・カエキリウス・メテッルス・ピウス・スキピオ・ナシカとガイウス・リキニウス・クラッスス・スキピオを産んだ。もう一人はガイウス・マリウスの子、小マリウスと結婚したが、恐らく執政官時代とケンソル時代の間のことである。